# Ana Gomes
Ana Maria Rosa Martins Gomes (Lisboa, 9 de febrero de 1954) es una diplomática y política portuguesa del Partido Socialista (PS).

## Biografía
Gomes estudió derecho en la Universidad de Lisboa y trabajó en el servicio exterior desde 1980. De 1982 a 1986 fue asesora diplomática del Presidente de la República. También trabajó en las misiones de Portugal ante las Naciones Unidas en Nueva York y Ginebra, y en las embajadas en Tokio y Londres. Desde el 30 de enero de 1999, fue la representante portuguesa en Yakarta, y desde 2000 también fungió oficialmente como embajadora portuguesa en Indonesia, después de que los dos países reanudaran las relaciones diplomáticas. Gomes jugó un papel importante en el proceso de transferencia de Timor Oriental a las Naciones Unidas. El servicio de Gomes en Yakarta finalizó en 2003.
Desde el año 2002 Gomes es miembro del Partido Socialista. De 2004 a 2019, Gomes fue diputada del Parlamento Europeo.
El 10 de septiembre de 2020, anunció oficialmente su candidatura para las elecciones presidenciales portuguesas de 2021, sin el apoyo oficial del Partido Socialista. Terminó en segundo lugar, con el 13 % de los votos, el mejor resultado jamás logrado por una mujer en una elección presidencial en Portugal. No obstante, fue derrotada ampliamente por el presidente titular Marcelo Rebelo de Sousa.